# 해골단

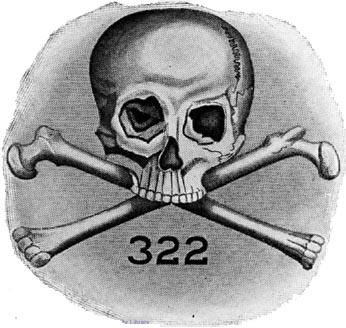
해골단의 로고.

해골단(骸骨團, 영어: Skull and Bones, The Order, Order 322, The Brotherhood of Death)는 미국 예일 대학교의 학부생 비밀 결사이다. 또한 해골단의 회원 명단은 공개되어 있다.

## 같이 보기
- 비밀결사
- 일루미나티(바이에른 광명회)
- 프리메이슨
- 중앙정보국
- 프래터니티와 소로리티
- 예일 대학교
  - 조지 W. 부시